# 1.6 Band
1.6 Band was een Amerikaanse hardcore punk-band bestaande uit Kevin Egan (van Beyond), Lance Jaeger (Beyond), Vin Novara (The Crownhate Ruin, Canyon), en Mike Yanicelli (Die 116).

## Geschiedenis
De band werd opgericht in 1989 door Jaeger, Novara, en Yanicelli in Long Island, New York. In 1991 begonnen ze met het schrijven en opnemen van muziek samen met Egan, en namen ze de bandnaam 1.6 Band aan. Al snel volgde er een demo dat alle nieuwe nummers die de band met Egan geschreven had bevatte. De band speelde zijn eerste show in Lake Ronkonkoma, New York in juli 1991.
Tijdens de herfst van 1991 werd de eerste ep, 1.6 Band, van de band met Wharton Tiers opgenomen. 1.6 Band toerde in 1991 en 1992 vooral in de oost kust van de VS. Voordat Novara de band band verliet om te gaan studeren, nam de band zijn enige lp op in september 1992, opnieuw met Tiers. Op hetzelfde moment ging Yanicelli bij Die 116 spelen, maar verliet die band hetzelfde jaar nog.
In de zomer van 1993 maakte de band nog een ep genaamd Pimpin' Ain't Easy. 1.6 Band speelde zijn laatste show in Washington, DC in oktober 1993.

## Discografie
Studioalbums
- 1.6 Band (Gern Blandsten, 1993)

Verzamelalbums
- Broke Up (Gern Blandsten, 1996)

Ep's
- The Checkered Past of All Kings Present (Metastasis Records, 2010)
- Pimpin' Ain't Easy (Wardance, 1994)
- 1.6 Band (Sunspot Records, 1992)